# 拉斯卡佐沃區
52°40′N 41°53′E / 52.667°N 41.883°E
拉斯卡佐沃區（俄语：Рассказовский район），是俄羅斯的一個區，位於該國西部，由坦波夫州負責管轄，面積1,802平方公里，2010年人口22,991，人口密度每平方公里12.76人。